# 有賀照人
有賀 照人（あるが てると、9月9日 - ）は、日本の漫画家。長野県伊那市出身。

## 来歴
高校3年生の時、週刊少年ジャンプ「ホップ・ステップ賞」で佳作受賞。1987年、『週刊少年ジャンプ』49号掲載の「セーラー服騎士」で十代デビュー。その後、1988年、『週刊少年ジャンプ』36号から「舞って!セーラー服騎士」を連載。1999年から『ビジネスジャンプ』にて警視総監アサミを連載開始。2016年から『週刊漫画ゴラク』や『ゴラクエッグ』にパラダイスシリーズを発表。

## 作品リスト

### 連載
- 舞って!セーラー服騎士（『週刊少年ジャンプ』1988年36号[1] - 1988年47号[3]、集英社、全2巻）
- 警視総監アサミ（原作：近藤雅之、『ビジネスジャンプ』1999年 - 2006年、集英社、全18巻）
- セーラー服騎士（2005年、BJ魂、集英社、既刊1巻） - 「舞って!セーラー服騎士」のリメイク[要出典]。
- ハレンチ学園〜ザ・カンパニー〜（原作：永井豪、協力：ダイナミックプロ、『ビジネスジャンプ』2007年 - 2008年、集英社、全3巻）
- ハンサム★スーツ（原作：鈴木おさむ、脚本：樫田正剛、『ビジネスジャンプ』2008年 - 2009年、集英社、全2巻）
- パラダイス監獄〜つぐみのお仕事〜（『週刊漫画ゴラク』2016年 - 2017年、日本文芸社、既刊1巻） - 『パラダイス』シリーズ作品[2]。
- パラダイス教習所（『ゴラクエッグ』2017年10月[4] - 、日本文芸社、全1巻） - 『パラダイス』シリーズ作品[2]。
- パラダイス神社 〜myua's story〜（『ゴラクエッグ』2018年5月[5] - 、日本文芸社、全1巻） - 『パラダイス』シリーズ第3弾作品[2]。
- 学園カウンセリング❤︎スーパーヒロイン部（『モバMAN』2020年、小学館）

### シリーズ
- Beach!Beach!Beach!（『Ohスーパージャンプ』）
- ムッチリーナ（『ビジネスジャンプ』2010年）

### 読切
- セーラー服騎士（『週刊少年ジャンプ』1987年） - 「舞って!セーラー服騎士」の前身[要出典]
- スクールウォーズ - 風は南から - - 週刊少年ジャンプ ホップ★ステップ賞SELECTION[要出典]
- 恋姫（『週刊少年ジャンプ増刊』）
- 恋しのトラブルメーカー（『週刊少年ジャンプ増刊』）
- Teen age shot（『週刊少年ジャンプ増刊』）
- MATOBA（『週刊少年ジャンプ増刊』）
- 恋のて前（『Ohスーパージャンプ』）
- クールビューティー 小鹿ミント（『BJ魂』2006年）
- ハレンチ学園2007（原作：永井豪、脚本：近藤雅之、『BJ魂』2007年） - 「ハレンチ学園～ザ・カンパニー～」の前身[要出典]
- 彼女は180（『BJ魂』2009年）
- 絶頂同窓会!!（『ビジネスジャンプ』2010年）
- パンドラ・メタモルフォーゼス -変態物語-（『グランドジャンプ』2015年）
- パラダイス監獄〜つぐみのお仕事〜（『週刊漫画ゴラク』2016年）
- 玉転師（シナリオ：富沢義彦、『コミック乱ツインズ』2025年4月号[6]）